# Mànids
Els mànids (Manidae) són una família de pangolins. Aparegueren durant el període Eocè a Àfrica.